# Nicolas Bergier
Pour les articles homonymes, voir Bergier.
Ne doit pas être confondu avec Nicolas-Sylvestre Bergier.
Nicolas Bergier, né à Reims le 1er mars 1567, mort au Château de Grignon le 18 août 1623, est un archéologue et un historien français de la fin du XVIe et du début du XVIIe siècle, spécialiste de la Rome antique. Il a été successivement précepteur des enfants du grand bailli de Vermandois, avocat, professeur de droit à Reims, puis syndic de cette ville.

## Biographie
Historien, licencié ès lois, procureur de l'échevinage, avocat, homme de lettres, jurisconsulte, Nicolas Bergier enseigna au collège des Bons-Enfants et à la faculté de droit de l'université de Reims. Ami de Dupuy et de Peiresc, il fut nommé, grâce à son ami le président de Bellièvre, historiographe de France avec une pension de deux cents écus.
Il travailla notamment avec Charles du Lys, avocat, et Nicolas Brulart de Sillery, Chancelier de France.
Bergier a publié plusieurs ouvrages, dont l'Histoire des grands chemins de l'Empire romain, le plus important, celui qui lui a valu une réputation distinguée parmi les gens de lettres et les savants. Ce trésor d'érudition un peu diffus, publié pour la première fois en 1622 in-4°, avec une reproduction gravée de la célèbre Table de Peutinger, a longtemps été le manuel indispensable de tous ceux qui voulaient faire une étude sérieuse de l'histoire romaine. Il a pu voir le jour grâce au mécénat de M. de Loménie et du chancelier Brulart de Sillery. Il a été plusieurs fois réimprimé ; en latin, par Heinrich Christian Henning, professeur à l'université de Duisbourg, et inséré dans le tome X des Antiquités de Grœvius ; et à Bruxelles, chez Jean Léonard, 1728, ou 1736, 2 vol. in 4°. Il travaillait à une histoire de sa ville natale lorsque, tombé malade, la mort vint le surprendre au milieu de ses recherches à Grignon, dans la maison de campagne des Bellièvre où il était allé passer quelque temps. Il avait rassemblé de nombreux matériaux pour cet ouvrage dont il avait déjà rédigé les deux premiers livres. Ne voulant pas que les travaux de son père fussent perdus, son fils, Jean Bergier, a publié cette histoire inachevée sous le titre de : Dessein de l'Histoire de Reims, Reims, 1629, in-12.
Il était le fils de Nicolas Bergier (†1588) et Jeanne Cartier (†1589), avait épousé à Reims, en 1597, Marie Quatresols, veuve de Gérard Queutelot, procureur au siège présidial de Reims. Il repose dans l'église de Thiverval-Grignon sous cette épitaphe : "Natus ego Remis studii & &nomine pastor Auspicio excepti te Lodoice bono. Dum Sacer aeterno Coeromate firmat Aliptes Qui ferat audaci Gallica Sceptra manu : Pythagorae numeros doctique arcana Platonis Nivimus, & nostrâ Musica crevit ope. Appia cunctarum quondam Regina viarum Et territur cartis plurima strata meis. Grammaticum colui, nostri monumenta laboris Plura relicturus invida mors vetuit."

## Publications
- [1617] Archimeron: ou Traicté du commencement des jours. Auquel est monstré le particulier endroit sur la rondeur de la terre et de la mer, où le jour de vingt-quatre heures prend son commencement. Œuvre enrichy de plusieurs enseignemens utiles et nécessaires a ceux qui désirent avoir l'intelligence des cartes cosmographiques, tant universelles, que particulières, Reims, 1617, sur ___.
- [1622] Histoire des grands chemins de l'Empire romain, contenant l'origine, progrès et estenduë quasi incroyable des chemins militaires, pavez depuis la ville de Rome iusques aux extrémitez de son Empire, où se voit la puissance incomparable des Romains : ensemble, l'esclaircissement de l'intinéraire d'antoinin, & de la carte de Peutinger, Paris, C. Morel, 1622 (réimpr. Jean Léonard (Bruxelles), 1728 et 1736, 2 vol., dont : 1728, vol. 2, 909 p. ; 1736, vol. 1, 458 p., 1736, vol. 2, 443 p. ; Georg Olms, 2006, 2 vol. dont vol. 2) (OCLC 65346867).
- [1629] Le Dessein de l'histoire de Reims, avec diverses curieuses remarques touchant l'estalissement des peuples et la fondation des villes de France, Reims, impr. François Bernard, 1635 (1re éd. 1629), 468 p., sur gallica (lire en ligne).
- [1637] Le Bouquet royal, ou le parterre des riches inventions qui ont servy à l'entrée du roi Louis le iuste en sa ville de Reims (Avec plusieurs poèmes dont un de Jacques Dorat), Reims, Simon de Foigny, 1637.
- [1637] (la + fr) « Le cheval de Domitian. Version du latin de Stace », titre en latin : « [Equus Maximi Domitiani. E primo Syluarum P. Statii Papinii] », dans René de La Chèze, Le Roy triomphant, ou la statue equestre de l'invincible Monarque Louys le Juste XIII du nom, Roy de France et de Navarre, posée sur le front de l'Hostel de Ville de Reims, à la gloire de sa Majesté, l'an M.DC.XXXVI (ill. graveur Edme Moreau) (latin et traduction en (vieux) français), Reims, impr. François Bernard, 1637, sur bibliotheque-numerique.inha.fr (présentation en ligne).
- L'Entrée de Jeanne d'Arc à Reims, le 16 juillet 1429 (poème publié avec une introduction et des notes, par Henri Jadart), Reims, F. Michaud, 1890, sur ___.
- La Musique spéculative (manuscrit), Köln, A. Volk, première impression, sur ___ (OCLC 40985996).
- Les Élémens primitifs des langues, découverts par la comparaison des racines de l'hébreu avec celles du grec, du latin et du françois, Besançon, impr. Lambert & Cie, première impression, 344 p., sur gallica (lire en ligne).

### Manuscrits
- Discours fait par M. Bergier, avocat et procureur de l'échevinage de Reims, dont il explique les droits.
- Mémoire historique du gouvernement de la ville de Reims, des charges des capitaines et lieutenans des habitans.
- Discours, en forme d'oraison, de l'excellence des bonnes lectres, ensemble du moyen pour proffiter en icelles. A madame M[arie] B[ergier], par N[icolas] B[ergier], son frère très humble. Vous m'avez asseuré par tant de bons et suffisans tesmoingnages de vostre volonté envers les bonnes lectres....
- Aultre discours. De l'excellence et antiquité de la poésie. Si nous voulons contempler les effectz de la nature... .
- Traduction de l'épître d'Héraclite à Démocrite, de N. Chesneau, par « Nicolas Bergier, estudiant au collège des Bons-Enfans, à Reims, au mois de septembre 1584, dans Recueil de poésies latines de Nicolas Chesneau, doyen de la collégiale de Saint-Symphorien de Reims, folio 123.